# Aziz Karaoglu
Aziz Karaoglu (ur. 14 maja 1977 w Düsseldorfie) – niemiecki zawodnik MMA i bokser pochodzenia tureckiego. Były zawodnik oraz pretendent do pasa KSW w wadze średniej.

## Życiorys i kariera sportowa
Urodził się w rodzinie tureckiej w niemieckim Düsseldorfie. W 2000 rozpoczął zawodowe występy w MMA. Pierwotnie zakończył karierę w MMA w 2009. W 2013 wznowił profesjonalne walki i do 2015 trzykrotnie wystąpił na galach Konfrontacji Sztuk Walki za każdym razem nokautując przeciwników w pierwszej rundzie. 27 maja 2016, na KSW 35, zmierzył się w walce o międzynarodowe mistrzostwo wagi średniej z Mamedem Chalidowem, którą po trzech rundach przegrał wskutek większościowej decyzji sędziów. Ogłoszony wynik wywołał kontrowersje i spotkał się z falą krytyki ze strony ekspertów i kibiców, z których część uważała, iż to Turek wygrał ten pojedynek. Ponadto obserwatorzy gali KSW 35 (specjalista ds. Środkowego Wschodu Wojciech Szewko oraz dziennikarz śledczy Witold Gadowski) zwrócili uwagę, że Karaoglu wyszedł do walki z Chalidowem przy dźwiękach wybranego przez siebie utworu muzycznego, którym był „Nasheed Naam Qatil”, będący nieformalnym hymnem Al-Ka’idy i w swojej wymowie nawołujący do zabijania niewiernych z punktu widzenia wyznawców islamu. Po gali Karaoglu wyparł się wyboru tej pieśni i obciążył federację KSW winą za dobranie tego utworu, mimo że jak zauważył Tomasz Nowosielski, Turek wychodził do walki przy dźwiękach tego samego utworu podczas gali KSW 31, gdy jego przeciwnikiem był Jay Silva. W tej sprawie federacja KSW wydała specjalne oświadczenie.
Na początku 2015 zadebiutował w profesjonalnych walkach bokserskich w wadze półśredniej. 14 lutego 2015 zdobył pas mistrzowski WBC Mediterranean w wadze junior ciężkiej.
Zawodowo został głównym trenerem w klubie sportów walki Alpha Team w Düsseldorf.

## Osiągnięcia

### Mieszane sztuki walki
- 2008: Finalista turnieju KSW do 85 kg.
- 2019: Mistrz IKBO w wadze średniej.

### Boks
- 2015: Mistrz WBC Mediterranean w wadze junior ciężkiej.

## Lista walk zawodowych

### MMA
| Wynik     | Bilans | Przeciwnik (bilans przed walką) | Rozstrzygnięcie                      | Runda | Czas | Rozgrywki                                 | Data       | Miejsce      | Uwagi                                                                 |
| --------- | ------ | ------------------------------- | ------------------------------------ | ----- | ---- | ----------------------------------------- | ---------- | ------------ | --------------------------------------------------------------------- |
| Wygrana   | 10-7   | Rodrigo Carlos (23-16)          | Decyzja (jednogłośna)                | 3     | 5:00 | King of Kings 82                          | 30.11.2019 | Düsseldorf   | Zdobył pas mistrza IKBO w wadze średniej. Zasady MMA IKBO. Main Event |
| Przegrana | 9-7    | Mamed Chalidow (31-4-2)         | Decyzja (większościowa)              | 3     | 5:00 | KSW 35: Khalidov vs. Karaoglu             | 27.05.2016 | Gdańsk/Sopot | Pojedynek o pas mistrza KSW w wadze średniej. Main Event              |
| Wygrana   | 9-6    | Maiquel Falcão (35-7)           | TKO (ciosy pięściami)                | 1     | 0:30 | KSW 33: Materla vs. Khalidov              | 28.11.2015 | Kraków       |                                                                       |
| Wygrana   | 8-6    | Jay Silva (9-9-1)               | TKO (ciosy pięściami)                | 1     | 1:34 | KSW 31: Materla vs. Drwal                 | 23.05.2015 | Gdańsk/Sopot |                                                                       |
| Wygrana   | 7-6    | Piotr Strus (8-1)               | TKO (ciosy pięściami)                | 1     | 2:17 | KSW 22: Czas Dumy                         | 16.03.2013 | Warszawa     |                                                                       |
| Przegrana | 6-6    | Dion Staring (22-7)             | Poddanie (kimura)                    | 1     | 4:13 | Backstreet Fights 2 – Rematch             | 12.12.2009 | Kolonia      |                                                                       |
| Przegrana | 6-5    | Jan Błachowicz (5-2)            | Poddanie (dźwignia na staw łokciowy) | 1     | 4:13 | KSW 9                                     | 09.05.2008 | Warszawa     | Finał turnieju do 85 kg                                               |
| Przegrana | 6-4    | Daniel Dowda (3-2)              | Decyzja (jednogłośna)                | 3     | 3:00 | KSW 9                                     | 09.05.2008 | Warszawa     | Półfinał turnieju do 85 kg                                            |
| Wygrana   | 6-3    | Vitor Nóbrega (3-0)             | TKO (ciosy pięściami i kolanami)     | 1     | 1:30 | KSW 9                                     | 09.05.2008 | Warszawa     | Debiut w KSW, Ćwierćfinał turnieju do 85 kg                           |
| Wygrana   | 5-3    | Lopez Owonyebe (2-0)            | TKO                                  | 2     | ?    | OC – Masters Fight Night 6                | 11.11.2006 | Wuppertal    |                                                                       |
| Przegrana | 4-3    | Dave Dalgliesh (19-14-2)        | TKO                                  | 2     | ?    | SC – Staredown City                       | 05.02.2006 | Oostzaan     |                                                                       |
| Wygrana   | 4-2    | Sebastian Robinet (0-0)         | TKO (zatrzymanie przez narożnik)     | ?     | ?    | Shooto – Holland 4                        | 10.09.2005 | Barneveld    |                                                                       |
| Wygrana   | 3-2    | Chris Rice (7-2)                | TKO                                  | 1     | ?    | CFC 5 – Cage Carnage                      | 04.09.2005 | Liverpool    |                                                                       |
| Przegrana | 2-2    | Dion Staring (6-1)              | TKO (zatrzymanie przez narożnik)     | 1     | 5:00 | CFC 4 – Cage Carnage                      | 03.07.2005 | Liverpool    |                                                                       |
| Wygrana   | 2-1    | Michel Hobbs (0-0)              | TKO                                  | ?     | ?    | CFC 1 – Cage Carnage                      | 11.07.2004 | Liverpool    |                                                                       |
| Wygrana   | 1-1    | Roberto Flamingo (0-0)          | Poddanie (dźwignia na staw łokciowy) | 1     | 1:50 | Rings Holland – Di Capo Di Tutti Capi     | 04.06.2000 | Utrecht      |                                                                       |
| Przegrana | 0-1    | Maksim Tarasow (15-4)           | Poddanie                             | 1     | ?    | IAFC – Pankration World Championship 2000 | 29.04.2000 | Moskwa       | Debiut w MMA                                                          |

### Boks[14]
| Wynik   | Bilans | Przeciwnik (bilans przed walką) | Rozstrzygnięcie | Runda | Data       | Miejsce    | Uwagi                                                 |
| ------- | ------ | ------------------------------- | --------------- | ----- | ---------- | ---------- | ----------------------------------------------------- |
| Wygrana | 3-0    | Maurizio Lovaglio (18-10)       | UD              | 10/10 | 27.02.2015 | Antalya    | Obronił pas WBC Mediterranean w wadze junior ciężkiej |
| Wygrana | 2-0    | Adil Rusidi (7-8)               | TKO             | 2/10  | 14.02.2015 | Adana      | Zdobył pas WBC Mediterranean w wadze junior ciężkiej  |
| Wygrana | 1-0    | Rudolf Murko (3-70-2)           | TKO             | 1/4   | 31.01.2015 | Düsseldorf | Debiut w boksie                                       |

Legenda: TKO – techniczny nokaut, KO – nokaut, UD – jednogłośna decyzja, SD- niejednogłośna decyzja, MD – decyzja większości, PTS – walka zakończona na punkty, RTD – techniczna decyzja sędziów